# Paradise Lost (Cirith Ungol)
| Recensione | Giudizio |
| ---------- | -------- |
| AllMusic   | [ 1 ]    |

Paradise Lost è il quarto album del gruppo heavy metal statunitense Cirith Ungol, pubblicato nel 1991 da Restless Records.

## Il disco
Le canzoni contenute nel disco presentano diversi stili musicali, passando dall'epic/doom metal tipico della band all'hard rock dei brani Heaven Help Us e Go It Alone. Le ultime tre tracce compongono una trilogia dedicata al Paradiso perduto di Milton (da cui il titolo dell'album).
La copertina è ad opera di Michael Whelan originariamente realizzata per il romanzo di Michael Moorcock uscito nel 1976 ed intitolato Sailor On The Seas Of Fate (Sui mari del Fato).
Il CD venne stampato in poche copie ed è diventato una rarità per i collezionisti. Ad ottobre del 2016 è stato ristampato in vinile e in CD formato digipack dalla Metal Blade con l'aggiunta di cinque tracce bonus.

## Tracce
Testi e musiche di Cirith Ungol eccetto dove indicato.
1. Join the Legion – 4:33
2. The Troll – 3:50 (Joe Malatesta)
3. Fire (cover di The Crazy World of Arthur Brown) – 3:01
4. Heaven Help Us – 6:24 (Robert L. Warrenburg)
5. Before the Lash – 4:41
6. Go It Alone – 4:23
7. Chaos Rising – 8:42
8. Fallen Idols – 6:45
9. Paradise Lost – 6:13

Tracce bonus edizione in CD del 2016
1. Join the Legion (alt mix) – 4:33
2. The Troll (alt mix) – 3:53
3. Before the Lash (alt mix) – 4:34
4. Chaos Rising (alt mix) – 8:44
5. Paradise Lost (alt mix) – 6:13

## Formazione
- Tim Baker - voce
- Jim Barraza - chitarra
- Vernon Green  - basso
- Robert Garven - batteria

### Membri addizionali
- Joe Malatesta - chitarra
- Robert L. Warrenburg - basso